# NGC 1793
NGC 1793 је расејано звездано јато у сазвежђу Златна риба које се налази на NGC листи објеката дубоког неба.
Деклинација објекта је - 69° 33' 28" а ректасцензија 4h 59m 38,3s. Привидна величина (магнитуда) објекта NGC 1793 износи 12,4. NGC 1793 је још познат и под ознакама ESO 56-SC43.